# CYP1A1
シトクロムP450 1A1はCYP1A1遺伝子によりコードされるタンパク質。シトクロムP450スーパーファミリに属する酵素の1つである。

## 機能

### 生体異物および薬物の代謝
CYP1A1は生体異物および薬物のフェーズI代謝にかかわる(基質のひとつとしてテオフィリンがあげられる)。CYP1A1の阻害剤としてはヘスペレチン(ミカンやライムにみられるフラボノイド)、ニューキノロン、マクロライドが知られ、誘導剤としては芳香族炭化水素が知られる。
CYP1A1は芳香族炭化水素ヒドロキシラーゼ(aryl hydrocarbon hydroxylase, AHH)としても知られ、芳香族炭化水素（多環芳香族炭化水素、PAH)の代謝的活性化にかかわる。たとえばベンゾ(a)ピレン(BaP)をエポキシドへ転換する。この反応では、ベンゾ(a)ピレンの酸化がCYP1A1により触媒されてBaP-7,8-エポキシドが生じたのち、エポキシドヒドロラーゼ(EH)によりさらに酸化されてBaP-7,8-ジヒドロジオールが生じる。最後に、CYP1A1の触媒作用によりBaP-7,8-ジヒドロジオール-9,10-エポキシドが生じる。この分子は発癌性をしめす。
しかし、遺伝子欠損マウスをもちいたin vivo実験ではCYP1A1によるBaPのヒドロキシル化は、発癌性をもちうるDNA変異をもたらすよりは、全体としてDNAを保護する作用があることがしめされている。CYP1A1は腸粘膜中において活性が高く、そのため摂取されたBaPが体循環へ浸入することを防ぐためこのような効果があるとされる。
さまざまな外来物質のCYP1A1による発癌物質への代謝は、ヒトにおけるさまざまな癌形成から示唆されている。

### 内在性代謝
CYP1A1は多価不飽和脂肪酸を生理学的にはたらくシグナル分子のほか病的なシグナル分子へも代謝することでも知られる。CYP1A1はモノオキシゲナーゼ活性をもち、アラキドン酸を19-ヒドロキシエイコサテトラエン酸(19-HETE)へと代謝するが、同時にエポキシゲナーゼ活性ももち、ドコサヘキサエン酸をエポキシド、主に19R,20S-および19S,20S-エポキシドコサペンタエン酸(19,20-EDP)へ代謝し、同様にエイコサペンタエン酸も17R,18S-および17R,18S-エイコサテトラエン酸(17,18-EEQ)へ代謝する。CYP1A1による12(S)-HETEの合成も実証されている。19-HETEは、細動脈収縮や血圧上昇、炎症反応促進、腫瘍細胞成長刺激などひろくシグナル分子として働く20-HETEの阻害剤である。しかし、19-HETEの20-HETE阻害能の有無および程度はin vivoには実証されていない。
エポキシドコサペンタエン酸(EDP)およびエポキシエイコサテトラエン酸(EEQ)代謝物は、さまざまな動物モデル研究および動物・ヒト組織についてのin vitro研究から、高血圧緩和、疼痛緩和、炎症抑制、血管新生阻害、内皮細胞移動阻害、内皮細胞分裂阻害、ヒト乳癌・前立腺癌細胞株の成長阻害・転移阻害など幅広い生理活性をしめすことが知られる。EDPおよびEEQ代謝物はヒトおよび動物モデルにおいて同様にふるまい、ω-3脂肪酸を摂取することによるの効能とされるものの多くに寄与していることが示唆されている。EDPおよびEEQ代謝物は短寿命であり、生成ののち数秒から数分でエポキシドヒドロラーゼ、特に可溶性エポキシドヒドロラーゼにより不活化されるため、局所的な作用を示す。

## 調節
CYP1A1遺伝子の発現は、CYP1A2/CYP1B1遺伝子の発現と同様芳香族炭化水素受容体、リガンド活性化転写因子、芳香族炭化水素受容体核内輸送体からなるヘテロダイマー転写因子により調節される。腸内ではCYP1A1発現はToll様受容体2(TLR2)にも依存するが、肝臓内ではそうでない。TLR2はリポタイコ酸などのバクテリア表面構造を認識する。さらに、癌抑制遺伝子p53がCYP1A1発現に影響し、それによりPAHなど複数の環境発癌物質の代謝活性を調節していることが示されている。

## 多型
CYP1A1にはいくつかの多型が知られ、そのうちのいくつかはAHH活性の促進がより強くなることが知られる。CYP1A1の多型の例を以下に示す。
- M1: 3' 非翻訳領域にあるヌクレオチド3801におけるT→C置換
- M2: コドン462におけるイソロイシン→バリン置換を引き起こすヌクレオチド2455におけるA→G置換
- M3: 3' 非翻訳領域にあるヌクレオチド3205におけるT→C置換
- M4: コドン461におけるトレオニン→アスパラギン置換を引き起こすヌクレオチド2453におけるC→A置換。

CYP1A1の促進強化体は喫煙者における肺癌リスクと関連づけられる。敏感遺伝子型CYP1A1をもつ軽度喫煙者は、通常型をもつ軽度喫煙者とくらべて肺癌のリスクが7倍高い。

## 関連文献
- “Comparison of cytochrome P450 (CYP) genes from the mouse and human genomes, including nomenclature recommendations for genes, pseudogenes and alternative-splice variants”. Pharmacogenetics 14 (1):  1–18. (Jan 2004). doi:10.1097/00008571-200401000-00001. PMID 15128046.
- “Cytochrome P-450 1A1 gene polymorphisms and risk of breast cancer: a HuGE review”. American Journal of Epidemiology 161 (10):  901–15. (May 2005). doi:10.1093/aje/kwi121. PMID 15870154.
- “Recalling P446. P4501A1 (CYP1A1) opting for clinical application”. Drug Metabolism Reviews 39 (2–3):  323–41. (2007). doi:10.1080/03602530701498026. PMID 17786624.